# Petrichus meridionalis
Petrichus meridionalis es una especie de araña del género Petrichus, familia Philodromidae. Fue descrita científicamente por Keyserling en 1891.

## Distribución
Esta especie se encuentra en Brasil.